# Center for Strategic Counterterrorism Communications
Center for Strategic Counterterrorism Communications (CSCC) (em português:  Centro de Comunicações Estratégicas Contra o Terrorismo) é um órgão do governo norte-americano criado em 2011 sob a direção do Presidente e do Secretário de Estado, que tem como funções coordenar, orientar e informar sobre atividades de comunicações estrangeiras a nível governamental, tendo como alvos o terrorismo e o extremismo violento.

## Objetivos
A Ordem Executiva 13584, assinada em 9 de setembro de 2011 pelo Presidente dos Estados Unidos, Barack Obama, fornece o contexto político e atribui responsabilidades interagenciais para o CSCC. A partir de 2015, passou a coordenar projetos semelhantes de outros departamentos federais. O órgão controla mais de 350 contas de Twitter do Departamento de Estado dos EUA, bem como outras que pertencem ao Pentágono, Departamento de Segurança Interna e seus aliados estrangeiros.

## Campanha contra o ISIS
Sua missão atual consiste em combater mensagens e propaganda jihadistas, respondendo-as com "publicidade negativa" (ou "trollagem"). Já foram travadas mais de 50.000 "batalhas" virtuais em quatro línguas: árabe, urdu, somali e inglês.